# 토드 칸스
토드 칸스(Todd Karns, 1921년 1월 14일 ~ 2000년 2월 5일)는 미국의 배우, 텔레비전 배우이다.
할리우드에서 태어났다.

## 영화
- 케인호의 반란 (1954년) - 페티 오피서 1st 클라스 스틸웰 역
- 차이나 벤처 (1953년)
- 화성에서 온 침입자 (1953년)
- 플랫 톱 (1952년)
- 나의 아들 존 (1952년)
- 드럼스 인 더 딥 사우스 (1951년)
- 레츠 댄스 (1950년)
- 매그니피선트 양키 (1950년)
- 멋진 인생 (1946년) - 해리 베일리 역
- 앤디 하디의 개인비서 (1941년)